# Линдер, Курт
Курт Эрих Линдер (нем. Kurt Erich Linder; 8 октября 1933, Нойройт, Германия — 12 декабря 2022, Гюмлиген, Швейцария) — немецкий футболист, нападающий. Получил большую известность в качестве футбольного тренера.

## Клубная карьера
В профессиональном футболе Линдер дебютировал в клубе «Карлсруэ», в 1956 году перебрался в Швейцарию, где становился чемпионом и обладателем кубка вместе с клубом «Янг Бойз». После Швейцарии провёл один сезон в Австрии, в клубе «Рапид», с которым стал чемпионом Австрии. В 1960 году вернулся в немецкий чемпионат и отыграл два года в клубе «Рот-Вайсс» (Эссен), после чего перешёл во французский «Лион», где вскоре и завершил карьеру футболиста. Через два года после окончания карьеры он будучи главным тренером «Лозанны», провёл один матч в чемпионате в качестве игрока.

## Тренерская карьера
Спустя два года после завершения карьеры футболиста Линдер стал главным тренером клуба «Лозанна», затем тренировал различные европейские клубы, преимущественно в Нидерландах и Швейцарии. В Нидерландах он тренировал грандов европейского футбола, клубы ПСВ и «Аякс», но без особого успеха, завоевав за время пребывания в них лишь один титул чемпиона Нидерландов. В Швейцарии очень продуктивно работал с командой «Янг Бойз», завоевав с ней ряд внутренних и международных трофеев. Кроме того был главным тренером французского «Марселя», с которым дошёл до финала Кубка Франции. Завершил тренерскую карьеру в 1988 году в «Аяксе».

## Личная жизнь
Был женат, есть двое детей: дочь Сьюзан и сын Торстен. Крёстным отцом сына был тренер Карл Раппан.

## Достижения
- Чемпион Швейцарии (1): 1956/57.
- Чемпион Австрии (1): 1959/60.
- Чемпион Нидерландов (1): 1981/82.
- Финалист Кубка Франции (1): 1962/63.
- Обладатель Кубка Швейцарии (1): 1976/77.
- Обладатель Кубка швейцарской лиги (1): 1975/76.
- Обладатель Кубка часов (1): 1974/75.
- Обладатель Кубка Интертото (1): 1976.